# George Edwards
George Edwards, angleški prirodoslovec in ornitolog, * 3. april 1694, † 23. julij 1773.
Edwards je bil od leta 1733 knjižničar Kraljevega kolidža zdravnikov.